# Diocese do Norte da África
A Diocese do Norte da África (em russo:  Северо-Африканская епархия) é uma eparquia do Patriarcado de Moscou na África, fundada em 2021. Faz parte do Exarcado Patriarcal da África. Sua sede fica no Cairo, Egito.

## História
Em 29 de dezembro de 2021, o Santo Sínodo da Igreja Ortodoxa Russa formou a Diocese do Norte da África, cujo bispo diocesano possui o titulo de "Cairo e Norte da África".
A responsabilidade pastoral da Diocese do Norte de África inclui os seguintes países: República Árabe do Egito, República do Sudão, República do Sudão do Sul, República Federal Democrática da Etiópia, Estado da Eritreia, República do Djibuti, República Federal República da Somália, República das Seychelles, República Centro-Africana, República dos Camarões,República do Chade, República Federal da Nigéria, República do Níger, Estado da Líbia, República da Tunísia, República Democrática Popular da Argélia, Reino de Marrocos, República de Cabo Verde, República Islâmica da Mauritânia, República do Senegal, República da Gâmbia, República do Mali, Burkina Faso, República da Guiné-Bissau, República da Guiné, República da Serra Leoa, República da Libéria,República da Costa do Marfim, República do Gana, República Togolesa, República do Benin.
As paróquias estauropégicas do Patriarcado de Moscou no Egito, Tunísia e Marrocos foram incluídas na diocese.

## Bispo
- Leônidas (Gorbachev) (29 de dezembro de 2021 — 11 de outubro de 2023).[2]
- Constantino (Ostrovski) (desde 11 de outubro de 2023) em exercício - Administrador temporário.[3]

## Paróquias

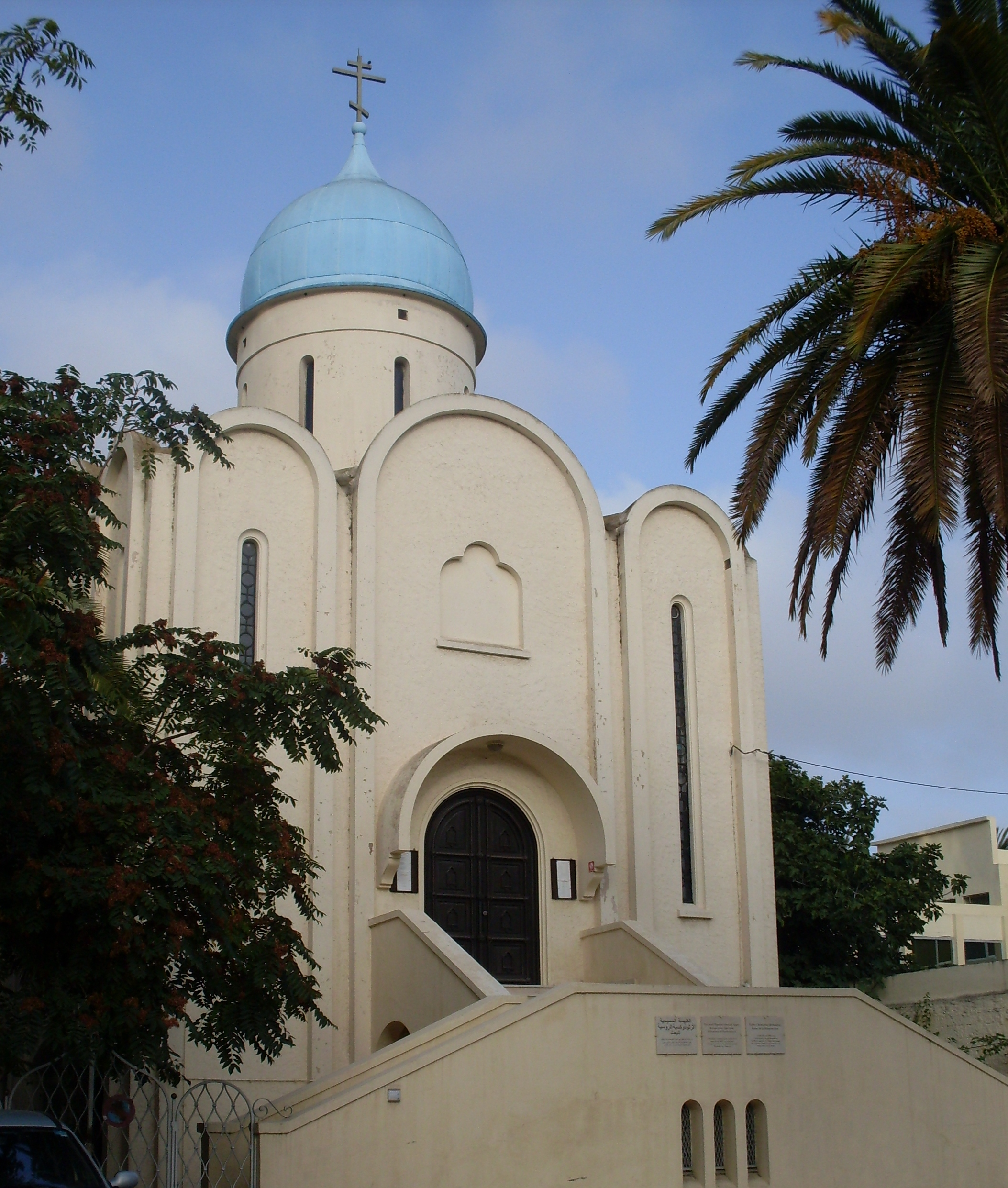
Igreja da Ressurreição em Túnis, Tunisia

### Egito
- Paróquia do Cairo;
- Paróquia de Hurgada;

### Tunísia
- Paróquia de Santo Alexandre Nevski, em Bizerta;
- Paróquia da Ressurreição, em Túnis;

### Marrocos
- Paróquia da Ressurreição, em Rabat.